# Hurricane Bar
Hurricane Bar è il secondo album in studio del gruppo musicale garage rock svedese Mando Diao, pubblicato nel 2004.

## Tracce
1. Cut the Rope – 1:51
2. God Knows – 3:52
3. Clean Town – 3:43
4. Down in the Past – 3:58
5. You Can't Steal My Love – 5:30
6. Added Family – 4:18
7. Annie's Angle – 3:04
8. If I Leave You – 2:53
9. Ringing Bells – 2:36
10. This Dream Is Over – 3:24
11. White Wall – 3:51
12. All My Senses – 4:13
13. Kingdom & Glory – 4:16
14. Next to Be Lowered – 3:45